# Pârău lui Mihai
Pârău lui Mihai falu Romániában, Erdélyben, Fehér megyében. Közigazgatásilag Alvinc községhez tartozik. Nevének magyar jelentése „Mihály pataka”.

## Fekvése
Alvinc közelében fekvő település.

## Története
Pârău lui Mihai korábban Alvinc része volt. 1956 körül vált külön 130 lakossal.
1966-ban 130 lakosából 129 román volt. 1977-ben 118 román lakosa volt. 1992-ben 127 lakosából 125 román, 1 magyar, 2002-ben 11[forrás?] lakosából 110 román volt.